# Chmieleń
Chmieleń (niem. Langwasser) – wieś w Polsce położona w województwie dolnośląskim, w powiecie lwóweckim, w gminie Lubomierz.

## Położenie
Chmieleń to wieś łańcuchowa o długości około 3,8 km, leżąca w południowo-wschodniej części Pogórza Izerskiego, na północnym krańcu Przedgórza Rębiszowskiego, na granicy ze Wzgórzami Radoniowskimi, na wysokości około 380–420 m n.p.m. Przez wieś płynie Długi Potok, zwany tu Chmielewskim Potokiem.

## Podział administracyjny
W latach 1954–1959 wieś należała i była siedzibą władz gromady Chmieleń, po jej zniesieniu w gromadzie Milęcice, którą włączono do gromady Lubomierz. W latach 1975–1998 miejscowość administracyjnie należała do województwa jeleniogórskiego.

## Zabytki
Do wojewódzkiego rejestru zabytków wpisane są:
- zespół kościoła parafialnego pw. św. Mikołaja,
  - kościół z XV w., przebudowany w 1705 (wieża) i 1864–1865; wyposażenie barokowe i klasycystyczne[8],
  - cmentarz przykościelny,
  - mur z bramą,
  - dom pogrzebowy.